# Góra Chełmska
Die Góra Chełmska (deutsch Gollen, auch Gollenberg) ist eine Erhebung östlich von Koszalin (Köslin) in der polnischen Woiwodschaft Westpommern. Auf der höchsten Kuppe, der Krzyżanka (Kreuzberg), erreicht sie eine Höhe von 137 m n.p.m.

## Geographie
Der zwischen Köslin und Zanow, westlich des Nestbachs gelegene Hügel in Hinterpommern  ist ein Ausläufer des Pommerschen Höhenrückens. Er ragt spektakulär aus der ihn umgebenden flachen Landschaft auf.

## Geschichte
1214 wurde der Gollen erstmals unter dem Namen Cholin erwähnt, und zwar in einer Urkunde, mit der der pommersche Herzog Bogislaw II. das damalige Dorf Köslin „iuxta Cholin“ („am Gollen“) dem Kloster Belbuck verlieh. Im Jahr 1263 stand auf dem Berggipfel eine Pfarrkirche, die wahrscheinlich 1278 zu einer Kapelle herabgestuft wurde. Diese war als Marienkapelle auf dem Gollen bis zur Reformation ein bedeutender Wallfahrtsort, wie in Hinterpommern zur damaligen Zeit außerdem der Revekol und der sogenannte heilige Berg bei Pollnow. Gleichzeitig diente ihr Turm als Seezeichen. Wahrscheinlich in der ersten Hälfte des 14. Jahrhunderts wurde an dem Turm nachts eine brennende Laterne ausgehängt, die als Richtfeuer diente.  Mit dieser Navigationshilfe  konnten Schiffe bei Dunkelheit die Einfahrt von der Ostsee in den Jamunder See finden, der zu dieser Zeit einen natürlichen Hafen für die Stadt Köslin bildete.
Die Kapelle wurde um 1530 zerstört. Ein Kruzifix aus der Kapelle wurde über dem Tuchmachergestühl der Kösliner Domkirche aufgehängt. Im Rathaus von Köslin lagerten Ende des 18. Jahrhunderts zwei aus Kupfer gefertigte, vergoldete Monstranzen, die auf dem Gollen gefunden worden waren und die vermutlich ebenfalls zu der Kapelle gehört hatten.
Gegen  Ende des 18. Jahrhunderts wurden auf dem Gollenberg folgende sechs forstwirtschaftliche Nutzungsflächen unterschieden:
- Hammerwald,
- Spreinsberg,
- Landweg,
- Königswiese,
- Lütkehorst und der
- Rickel.

Die Spitze des Gollenbergs, auf der die Kapelle gestanden hatte, wurde Fahnenberg genannt, weil dort Schüler aus Köslin im Zeitraum 1667–1741 alljährlich einen Baumstamm aufgerichtet hatten, um eine Fahne zu hissen.

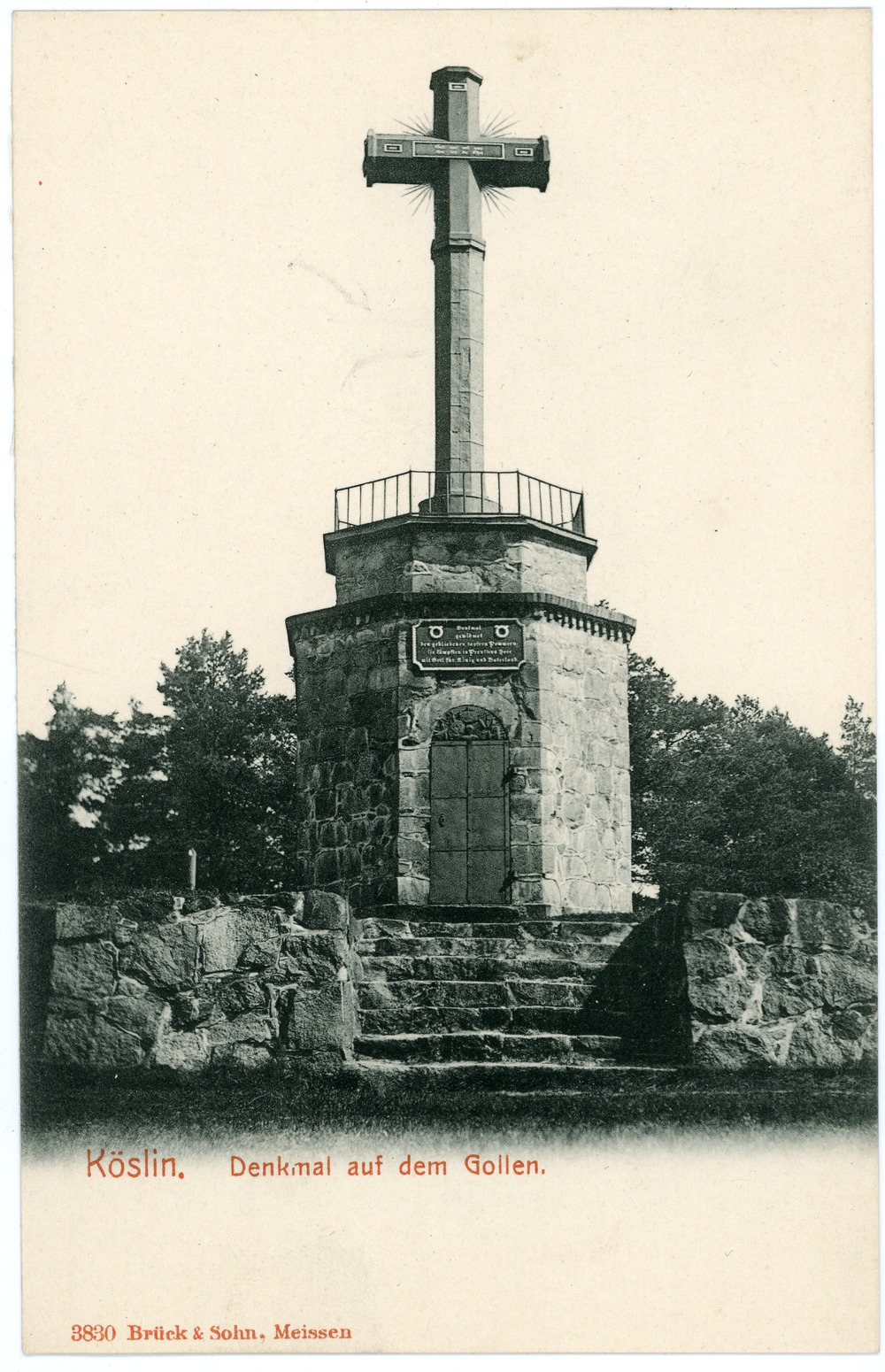
Ehem. Denkmal für die gefallenen Hinterpommern

1829 wurde auf dem Gollen ein Denkmal in Form eines Kreuzes für die in den Befreiungskriegen gegen Napoleon 1813–1815 gefallenen Pommern errichtet. Das Denkmal bestand aus einem achtkantigen Kreuz auf einem zweifach gestuften, achteckigen Unterbau. Das Kreuz nahm die Form des Kreuzes am Ottobrunnen bei Pyritz auf, das 1824 nach einem Entwurf von Karl Friedrich Schinkel errichtet worden war. Auch für das Denkmal auf dem Gollen hatte Schinkel zwei Entwürfe gefertigt, die aber nicht realisiert wurden. Die Kuppe, auf der das Kreuz stand, erhielt hiervon den Namen Kreuzberg. 1980 ließ die Volksrepublik Polen das Gollenkreuz entfernen.
In der Nähe des Gollenkreuzes wurde 1888 ein Aussichtsturm mit einer Höhe von 31,5 Metern gebaut.
Am Fuße des Berges steht ein Denkmal für den polnischen Novemberaufstand. Die Inschrift lautet ins Deutsche übersetzt: „Flieg unser Adler, in hohem Tempo, zum Ruhme Polens, im Dienste der Welt. Den polnischen Soldaten – den Novemberaufständischen, die durch die preußischen Mächte 1831 interniert wurden, den Erbauern des Weges über den Gollenberg“.